# 풍흥

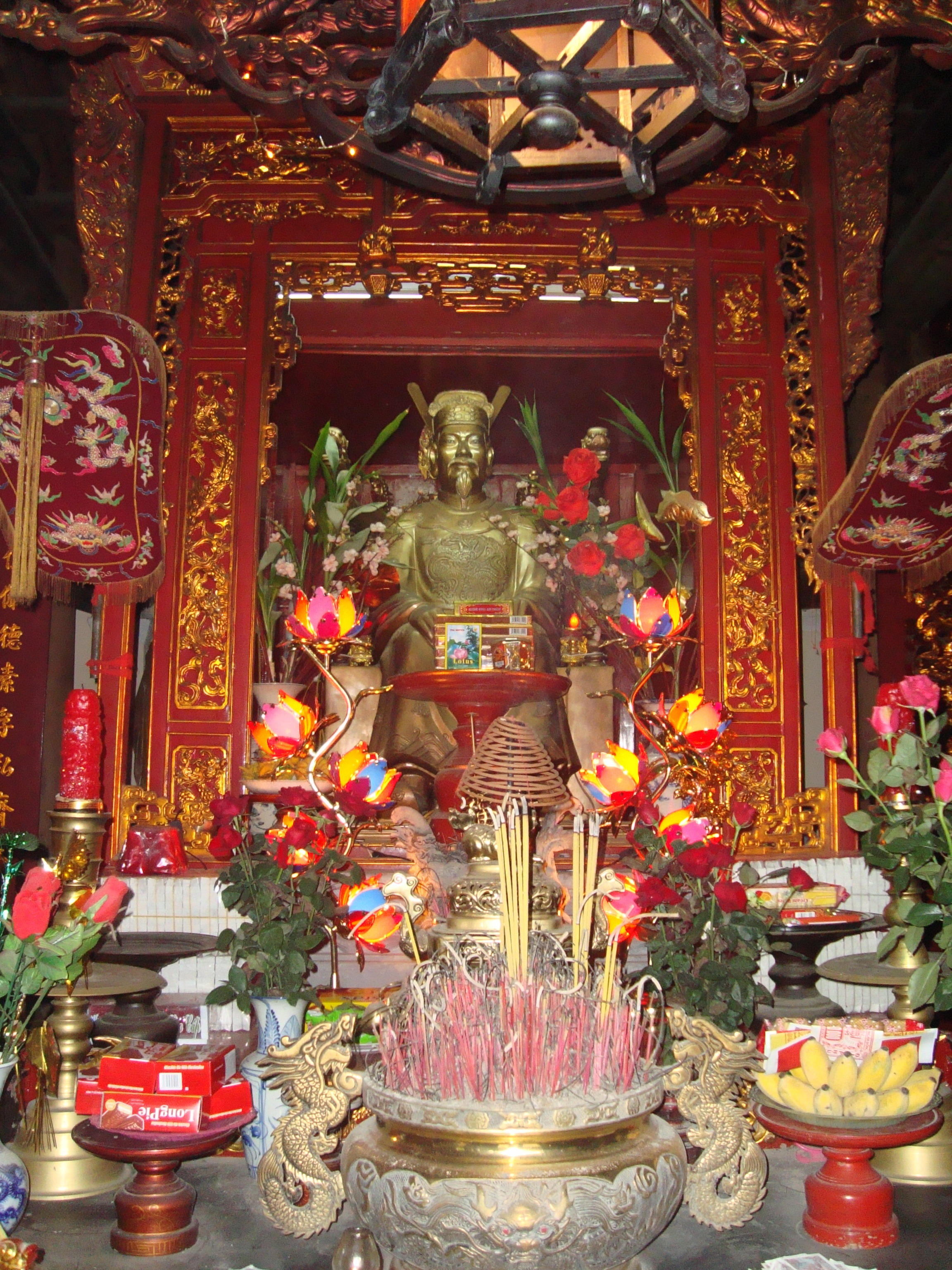
풍흥

풍흥(베트남어: Phùng Hưng / 馮興, ? ~ 791년)은 제3차 중국의 베트남 지배 시기에 봉기를 일으켜 당나라의 통치에 맞서 저항한 지도자이다.

## 생애
풍흥은 드엉럼(Đường Lâm, 현재 하노이 선떠이)의 부유한 집안 출신으로, 기골이 장대하였다. 791년에 동생 풍하이(馮駭)와 함께 도아인한(Đỗ Anh Hàn)의 건의를 받아들여 무리를 모으고 봉기를 일으켰다. 당나라의 안남도호(安南都護) 고정평(高正平)이 군사를 내어 진압하려 했지만 전투에서 패배하였고, 고정평은 놀라고 걱정한 나머지 병사하여 대치상태가 유지되었다. 그런데 얼마 안 가서 풍흥은 봉기한 그 해에 사망하였고, 아들 풍안이 뒤를 이었으나 당나라 토벌군의 압박과 투항 권유를 받자 항복함으로써 풍흥의 봉기는 실패로 돌아갔다.
풍흥은 보까이다이브엉(베트남어: Bố Cái Đại Vương / 布蓋大王 포개대왕)이란 존호를 받았는데, '보까이'는 베트남어로 부모를 의미하며, 풍흥은 현재까지도 베트남인들의 존경과 제사를 받고 있다.